# Chorthippus apicalis
Chorthippus apicalis är en insektsart som först beskrevs av Herrich-Schäffer 1840.  Chorthippus apicalis ingår i släktet Chorthippus och familjen gräshoppor.

## Underarter
Arten delas in i följande underarter:
- C. a. apicalis
- C. a. abbreviatus